# Конде-ан-Норманді
Конде-ан-Норманді (фр. Condé-en-Normandie) — муніципалітет у Франції, у регіоні Нижня Нормандія, департамент Кальвадос. Конде-ан-Норманді утворено 1 січня 2016 року шляхом злиття муніципалітетів Ла-Шапель-Анжербо, Конде-сюр-Нуаро, Лено, Пруссі, Сен-Жермен-дю-Кріу i Сен-П'єрр-ла-В'єй. Адміністративним центром муніципалітету є Конде-сюр-Нуаро. Населення — 6157 осіб (01.01.2021).